# Diomede Abrusati
Diomede Abrusati war ein italienischer Goldschmied.
Abrusati war 1557 in Rom tätig. Mehr ist über ihn nicht bekannt.